# Eduard Outrata

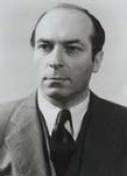
Eduard Outrata (vor 1943)

Eduard Outrata (* 7. März 1898 in Čáslav, Österreich-Ungarn; † 8. Juni 1958 in Prag) war ein tschechoslowakischer Ökonom, Finanzminister und Politiker.

## Leben und Tätigkeit
Nach dem Schulbesuch studierte Outrata Rechtswissenschaften und Wirtschaft an der Universität Prag.
In den 1920er Jahren begann er für die Zbrojovka-Werke in Brünn zu arbeiten, das größte Rüstungsunternehmen in der Tschechoslowakei. 1933 wurde er Vertriebsleiter derselben, bevor er von 1936 bis 1939 als Generaldirektor und Hauptaktionär die Leitung dieser Firma innehatte.
Im Juni 1939 ging Outrata infolge der deutschen Besetzung und Annexion der sogenannten Rest-Tschechei als Emigrant nach Westeuropa, indem er von einer Reise nach London einfach nicht zurückkehrte. Im November 1939 beteiligte er sich an der Gründung des Tschechoslowakischen Nationalausschusses.
In der tschechoslowakischen Exilregierung amtierte Outrata von 1940 bis 1941 als Finanzminister und dann als Staatsminister für Industrie und Handel. Darüber hinaus stellte Outrata den Alliierten sein Know-how als Waffenproduzent zur Verfügung.
Nach dem Krieg kehrte Outrata in die Tschechoslowakei zurück. Dort übernahm er die Position des Generalsekretärs des Wirtschaftsrates des Regierungschefs, die er bis 1949 – also auch noch nach der Machtübernahme durch die Kommunisten im Jahr 1948 – innehatte. Zudem fungierte er von 1946 bis 1949 als stellvertretender Vorsitzender der zentralen Staatlichen Planungskommission. Anschließend amtierte er von 1949 bis 1951 als stellvertretender Vorsitzender des Staatlichen Planungsamtes.
Anfang der 1950er Jahre wurde Outrata im Rahmen der politischen Säuberungen dieser Zeit in Haft genommen. Mit Spruch vom 5. November 1954 verurteilte der Oberste Gerichtshof der Tschechoslowakei ihn wegen Hochverrats und Sabotage zu zwölf Jahren Freiheitsentzug. Aus gesundheitlichen Gründen wurde er jedoch bereits 1956 wieder freigelassen, nachdem der Präsident der Republik ihm am 29. März 1956 Straferlass zugebilligt hatte. Ein von Outrata bereits im Januar 1956 gestellter Antrag auf Wiederaufnahme seines Verfahrens wurde erst fünf Monate nach seinem Tod im November 1958 vom Obersten Gerichtshof bearbeitet: Dieser lehnte eine Wiederaufnahme des Verfahrens ab, da keine neuen Fakten und Beweise bekannt geworden seien. Eine Neuüberprüfung im Jahr 1963 kam dagegen zu dem Ergebnis, dass die Anschuldigungen gegen ihn willkürlich konstruiert worden waren und ein Geständnis seinerseits mit unlauteren Mitteln erpresst worden war. Der Hochverratsvorwurf wurde als gegenstandslos verworfen, da er auf der Fiktion einer Verschwörung beruht habe, während der Sabotagevorwurf als durch ein Sachverständigengutachten widerlegt galt. Auf Empfehlung der parteiinternen Kommission für die Überprüfung der Politischen Prozesse wurde er 1963 rehabilitiert und das Urteil vom 5. November 1954 als gesetzeswidrig aufgehoben.